# Mohammad Javad Hosseinnejad
Mohammad Javad Hosseinnejad Mahalleh Kolaei (in persiano محمدجواد حسین نژاد محله کلایی‎; Sari, 26 giugno 2003) è un calciatore iraniano, centrocampista della Dinamo Machačkala e della nazionale iraniana.

## Carriera

### Club
Hosseinnejad è cresciuto nel settore giovanile del Sepahan, dove ha debuttato il 5 maggio 2023 nell'incontro di Lega professionistica del Golfo persico vinto 2-0 contro il Naft Masjed Soleyman. È andato a segno per la prima volta il 6 novembre seguente, realizzando una doppietta nel successo per 9-0 sull'AGMK Olmaliq in AFC Champions League.
Il 9 agosto 2024 è stato ceduto a titolo definitivo alla Dinamo Machačkala.

### Nazionale
Ha giocato nella nazionale iraniana Under-20.
Ha debuttato con la nazionale iraniana il 17 ottobre 2023 nell'incontro amichevole vinto 4-0 contro il Qatar.

## Statistiche

### Presenze e reti nei club
Statistiche aggiornate al 9 agosto 2024.
| Stagione        | Squadra         | Campionato      | Campionato | Campionato | Coppe nazionali | Coppe nazionali | Coppe nazionali | Coppe continentali | Coppe continentali | Coppe continentali | Altre coppe | Altre coppe | Altre coppe | Totale | Totale | Totale |
| Stagione        | Squadra         | Comp            | Pres       | Reti       | Comp            | Pres            | Reti            | Comp               | Pres               | Reti               | Comp        | Pres        | Reti        | Pres   | Reti   |        |
| --------------- | --------------- | --------------- | ---------- | ---------- | --------------- | --------------- | --------------- | ------------------ | ------------------ | ------------------ | ----------- | ----------- | ----------- | ------ | ------ | ------ |
| 2022-2023       | Sepahan         | LP              | 1          | 0          | CI              | 0               | 0               |                    | 0                  | 0                  |             | -           | -           | 1      | 0      |        |
| 2023-2024       | Sepahan         | LP              | 21         | 0          | CI              | 2               | 0               | ACL                | 4                  | 2                  |             | -           | -           | 27     | 2      |        |
| Totale carriera | Totale carriera | Totale carriera | 22         | 0          |                 | 2               | 0               |                    | 4                  | 2                  |             | -           | -           | 28     | 2      |        |

### Cronologia presenze e reti in nazionale
| Cronologia completa delle presenze e delle reti in nazionale ― Iran | Cronologia completa delle presenze e delle reti in nazionale ― Iran | Cronologia completa delle presenze e delle reti in nazionale ― Iran | Cronologia completa delle presenze e delle reti in nazionale ― Iran | Cronologia completa delle presenze e delle reti in nazionale ― Iran | Cronologia completa delle presenze e delle reti in nazionale ― Iran | Cronologia completa delle presenze e delle reti in nazionale ― Iran | Cronologia completa delle presenze e delle reti in nazionale ― Iran |
| Data                                                                | Città                                                               | In casa                                                             | Risultato                                                           | Ospiti                                                              | Competizione                                                        | Reti                                                                | Note                                                                |
| ------------------------------------------------------------------- | ------------------------------------------------------------------- | ------------------------------------------------------------------- | ------------------------------------------------------------------- | ------------------------------------------------------------------- | ------------------------------------------------------------------- | ------------------------------------------------------------------- | ------------------------------------------------------------------- |
| 17-10-2023                                                          | Amman                                                               | Qatar                                                               | 0 – 4                                                               | Iran                                                                | Amichevole                                                          | -                                                                   | 86’                                                                 |
| 16-11-2023                                                          | Teheran                                                             | Iran                                                                | 4 – 0                                                               | Hong Kong                                                           | Qual. Mondiali 2026                                                 | -                                                                   | 90+1’                                                               |
| 15-10-2024                                                          | Dubai                                                               | Iran                                                                | 4 – 1                                                               | Qatar                                                               | Qual. Mondiali 2026                                                 | -                                                                   | 90+1’                                                               |
| 10-6-2025                                                           | Teheran                                                             | Iran                                                                | 3 – 0                                                               | Corea del Nord                                                      | Qual. Mondiali 2026                                                 | -                                                                   | 87’                                                                 |
| Totale                                                              |                                                                     | Presenze                                                            | 4                                                                   |                                                                     | Reti                                                                | 0                                                                   |                                                                     |